# Jimmy Vasser
Jimmy Vasser, född 20 november 1965 i Canoga Park i Kalifornien, är en amerikansk tidigare racerförare.

## Racingkarriär
Vasser gjorde sin debut i CART säsongen 1992 med Hayhoe Racing, för vilka han även fortsatte under säsongen 1993 och 1994. Under dessa år hade inte Vasser material för att slåss i toppen av racen, men likväl gjorde han en stabil insats för teamet och fick inför 1995 chansen som försteförare i Chip Ganassi Racing, efter att de förlorat sin stjärnförare Michael Andretti till Newman/Haas Racing. Den första säsongen slutade Vasser åtta i mästerskapet, vilket var hans dittills bästa slutplacering i CART, och när han inledde säsongen 1996 med seger på Homestead-Miami Speedway hittade han storformen och vann fyra av de sex första racen i mästerskapet. Även om hans andra halva av säsongen inte var lika bra, räckte hans totala poängantal till en relativt klar seger i mästerskapet.
Vasser fortsatte ytterligare fyra säsonger med Ganassi, men blev efter det andreförare i teamet bakom Alex Zanardi och Juan Pablo Montoya. Zanardi vann titeln både 1997 och 1998, med Vasser på starka tredje och andraplatser. Han var den mest framgångsrika amerikanska formelbilsföraren vid tidpunkten, och fick många fans. Under de två kommande säsongerna halkade Vasser dock efter i rankingen. Han blev nia 1999, efter att den nye föraren Montoya vunnit mästerskapet, och under 2000 blev han sexa, även om han överraskande besegrade Montoya i mästerskapet.
Han lämnade Ganassi efter sex säsonger med teamet och körde för Patrick Racing under 2001 års säsong, vilket inte var någon succé. Han bytte istället till Team Rahal inför 2002, som ersättare till Kenny Bräck, som gått till Ganassi. Vasser klarade inte av att upprepa Bräcks strålande resultat från 2001, men blev sjua i mästerskapet. Han körde därefter för sin vän och förarkollega Stefan Johanssons American Spirit Team Johansson under 2003, innan han köpte sig en andel i PKV Racing, och blev en av det stallets förare under 2004 och 2005, innan han avslutade sin aktiva karriär.
Vasser är numera delägare i KV Racing Technology i IndyCar Series, vilket är PKV under nytt namn.